# Yves Gérard
Pour les articles homonymes, voir Gérard.
Yves Gérard, né à Châlons-sur-Marne le 6 janvier 1932 et mort à Paris le 6 octobre 2020, est un musicologue français réputé pour son catalogue des œuvres du compositeur italien Luigi Boccherini.

## Biographie
Né à Châlons-sur-Marne le 6 janvier 1932, Yves Gérard effectue sa formation musicale à Nancy jusqu'à sa médaille en 1953, ainsi que la philosophie entre 1949 et 1955 à l'université. Il est ensuite dans la classe de Norbert Dufourcq pour l'histoire de la musique et Roland-Manuel au Conservatoire de Paris. Et suit les cours de Jacques Chailley à la Sorbonne (1955–56).
Après ses prix en 1956 et 1958, de 1965 à 1975, il est chercheur au CNRS, travaillant sur l'œuvre de Boccherini, ainsi que sur Saint-Saëns et Berlioz, en contribuant à la publication de la correspondance générale et des critiques dans « La critique musicale, 1823–1863 ».
En 1975, il succède à Norbert Dufourcq au Conservatoire, jusqu'à sa retraite en 1997. Parallèlement, il est invité par l'Université Laval dans la ville de Québec au Québec. Il a travaillé aussi à Vancouver (1984–1986) et à l'Université du Maryland à partir de 1987.
De 1980 à 1983, il occupe le poste de président de la Société française de musicologie.
Il meurt à Paris le 6 octobre 2020.

## Publications
Yves Gérard a rédigé de nombreuses notes discographies incluses dans différents enregistrements Boccherini : Intégrale des Concertos pour violoncelle par David Geringas, Claves (1988) ; Quintettes op. 57 par les Mosaïques chez Astrée (1990) ; Concertos pour violoncelle par Christophe Coin, Astrée (1993) ; 3 Quintettes par Europa Galante, Opus 111 (1993) ; Quintettes par Fabio Biondi, Virgin (2001), etc.
- (en) Yves Gérard, Thematic, Bibliographical and Critical Catalogue of the Works of Luigi Boccherini, Londres, Oxford University Press, 1969, 716 p..

### Articles
- Yves Gérard, « Notes sur la fabrication de la viole de gambe et la manière d’en jouer d’après une correspondance inédite de Jean-Baptiste Forqueray au Prince Frédéric-Guillaume de Prusse », Recherche sur la musique française classique (RMFC), vol. 2,‎ 1961–62, p. 165–72
- Luigi Boccherini and Madame Sophie Gail, The Consort, xxiv (1967), 294–309
- Luigi Boccherini’, Einzeldrucke vor 1800, RISM, A/I/i (1971), 322–49
- Yves Gérard, Saint-Saëns et l'Opéra de Monte-Carlo dans : Jean-Michel Nectoux (éd.), L'Opéra de Monte-Carlo : au temps du prince Albert Ier de Monaco, Paris, Ministère de la culture/Réunion des musées nationaux, coll. « Dossiers du Musée d'Orsay » (no 38), 1990, 72 p. (ISBN 2-7118-2321-0, OCLC 27186165), p. 29–36
- L’art pour la beauté: Samson et Dalila de Saint-Saëns, La musique française, de Berlioz à Debussy (Paris, 1991), 25–32
- L’œuvre de Saint-Saëns : éclats et ombres de la célébrité, 150 ans de musique française. (Lyon 1991), 97–103
- Le Rossignol : le paradoxe des codes détournés, Stravinsky-Schoenberg (Paris, 1997), 52–8.

### Éditeur
- Lettres d'Henri Duparc à Ernest Chausson, RdM, xxxviii (1956), 125–46.
- Avec Pierre Citron et H. Macdonald, Hector Berlioz : Correspondance générale, IV (Paris, 1983).
- Camille Saint-Saëns, Regard sur mes contemporain (écrits et articles rassemblés par Yves Gérard), Arles, Éditions Bernard Coutaz, coll. « Collection Musique », 1990, 247 p. (ISBN 2-87712-020-1, OCLC 26720435, LCCN 91202028).
- Lettres de compositeurs à Camille Saint-Saëns, Eurydice Jousse et Yves Gérard (éditions scientifique), Lyon, Symétrie, 2009, 704 p.  (ISBN 978-2-914373-55-5)
- Hector Berlioz, La critique musicale, 1823–1863, Paris, Buchet/Chastel, 1996–2013 (OCLC 37922072, LCCN 98177795)H. Robert Cohen, Yves Gérard (Dir.), pour les volumes 4 à 7.